# Mouronho
Mouronho es una freguesia portuguesa del concelho de Tábua, con 24,02 km² de superficie y 984 habitantes (2001). Su densidad de población es de 41,0 hab/km².